# Tom Petty
Thomas Earl Petty (Gainesville (Florida), 20 d'octubre de 1950 - Santa Monica, 2 d'octubre de 2017) fou un músic estatunidenc. Bona part de la seva carrera va fer-la acompanyat del grup Heartbreakers.

## Biografia
Tom Petty va ser el líder i compositor de Tom Petty and the Heartbreakers, una banda de rock nord-americana la cançó més coneguda de la qual és el seu èxit de finals dels anys setanta, Breakdown. Petty i la seva banda van començar a tocar a Florida, el seu estat natal, però durant la dècada de 1970 es van traslladar a Los Angeles per gravar. El seu àlbum debut de 1976, que incloïa Breakdown i American Girl, va ser inicialment ben rebut al Regne Unit. Quan el 1978 es va estrenar el segon, You're Gonna Get It, el primer es va instal·lar a les llistes de best-sellers dels Estats Units. Aleshores, l'èxit de Damn the Torpedoes, l'any 1979, els va impulsar directament del circuit de les discoteques a locals d'importància nacional. A finals de la dècada de 1980, Tom Petty va començar una carrera en solitari. L'àlbum de 1989 Full Moon Fever, que incloïa l'ara clàssic I won't back down, va encapçalar les llistes aquell any. Durant el mateix període, col·labora amb George Harrison, Bob Dylan, Roy Orbison i Jeff Lynne en el grup The Travelling Wilburys.
El 1996, Tom Petty va participar com a músic a l'àlbum American II: Unchained de Johnny Cash, àlbum amb accents del sud de Tom Petty en una versió coberta per Johnny Cash. L'any 2000, aquest últim agafarà el títol No retrocediré en una versió acústica a la qual Petty afegeix la seva veu als cors i que es pot trobar al disc American III: Solitariy Man. Altres èxits notoris de Petty, que va ser inclòs al Saló de la Fama del Rock and Roll el 2002, el discurs introductori del qual va ser escrit per Jakob Dylan de The Wallflowers, inclouen Don't Do Me Like That, Don't Come Around Here No More, Into the Great Wide Open, Free Falling et Learning to fly.
El 15 de juny de 2010 va llançar l'àlbum Mojo, seguit d'una gira que el va portar de tornada a Europa, incloent-hi París (per primera vegada El 20 anys) per a un concert al Grand Rex el 27 de juny de 2013. Tom Petty & The Heartbreakers assoleixen per primera vegada el cim del Billboard 200 amb Hypnotic Eye, el tretzè àlbum de la banda, publicat el 29 de juliol de 2014 amb tons rock que recorden el disc Damn the Torpedoes. L'àlbum va vendre 131.000 exemplars la primera setmana als Estats Units. També va arribar al número 1 al Canadà i al número 5 a Dinamarca i Alemanya. L'enregistrament va durar diversos anys, i les primeres sessions es remunten a l'agost de 2011 a Los Angeles. Va seguir una gira pels Estats Units i el Canadà entre agost i octubre de 2014.

## Mort
El 2 d'octubre de 2017 a les 20:40, va patir una aturada cardíaca, a causa d'una sobredosi accidental de drogues, a la seva residència de Malibu. Va morir a l'hospital UCLA de Santa Monica, després d'un intent de reanimació, a 66 anys.
Seguidament de la coneixença dels fets, el portal especialitzat de notícies de famosos TMZ informà que el músic havia mort. Ho negaren després dient que encara "s'aferrava a la vida". Això va crear una certa confusió en els mitjans.
En nom de la família, el mànager del grup, Tony Dimitriades, ve emetre el comunicat oficial: havia mort tranquil·lament a les 20.40 h del dilluns 2, hora local (5.40 h del dimarts 3, a Espanya) a causa d'un atac de cor.
El 20 de gener de 2018, la seva família revelà els resultats finals de l'autòpsia que mostren que morí concretament a causa d'una sobredosi accidental d'opiacis.

## Discografia[10]

### Discs d'estudi amb els Heartbreakers
1. Tom Petty and The Heartbreakers (Novembre del 1976)
2. You're Gonna Get It! (Maig del 1978) (US #23)
3. Damn the Torpedoes (Novembre del 1979) (US #2)
4. Hard Promises (Maig del 1981) (US #5)
5. Long After Dark (Novembre del 1982) (US #9)
6. Southern Accents (Abril del 1985) (US #7)
7. Let Me Up (I've Had Enough) (Abril del 1987) (US #20)
8. Into the Great Wide Open (Juliol del 1991) (US #13)
9. Songs and Music From "She's the One" (Agost del 1996) (US #15)
10. Echo (Abril del 1999) (US #10)
11. The Last DJ (Octubre de 2002) (US #9)
12. Mojo (Juny del 2010) (US #2)
13. Hypnotic Eye (Juliol del 2014) (US #1)

### Discs d'estudi en solitari
1. Full Moon Fever (Abril del 1989) (US #3)
2. Wildflowers (Novembre del 1994) (US #8)
3. Highway Companion (Juliol del 2006) (US #4)

### Recopilatoris
- Greatest Hits (Novembre del 1993)
- Playback (Caixa amb 6 CDs) (Novembre del 1995)
- Anthology: Through The Years (Octubre del 2000)

### Amb elsTraveling Wilburys
1. Traveling Wilburys Vol. 1 (Octubre del 1988)
2. Traveling Wilburys Vol. 3 (Octubre del 1990)

### Amb Mudcrutch
1. Mudcrutch (Abril del 2008)
2. 2 (Maig del 2016)